# Of Ghosts and Gods
Of Ghosts and Gods è il dodicesimo album in studio del gruppo death metal canadese Kataklysm, pubblicato nel 2015.

## Tracce
1. Breaching the Asylum – 4:04
2. The Black Sheep – 4:32
3. Marching Through Graveyards – 5:22
4. Thy Serpent's Tongue – 4:10
5. Vindication – 3:42
6. Soul Destroyer – 3:28
7. Carrying Crosses – 4:31
8. Shattered – 5:03
9. Hate Spirit – 4:36
10. The World Is a Dying Insect – 6:39

Tracce bonus"Live in Cape Town '14'"
1. Fire – 6:06
2. Push The Venom – 3:33
3. Elevate – 4:07
4. Blood In Heaven – 5:57

## Formazione
- Maurizio Iacono – voce
- Jean-François Dagenais – chitarra
- Stephane Barbe – basso
- Oli Beaudoin – batteria